# Llista d'espècies de sicàrids
Llista d'espècies de sicàrids que conté la informació recollida fins al 2 de febrer de 2006. Són citats 2 gèneres amb 122 espècies, de les quals 100 pertanyen al gènere Loxosceles. Els sicàrids són una família d'aranyes araneomorfes descrita per E. Keyserling l'any 1880. Inclouen algunes espècies molt verinoses i estan distribuïdes per tot el món.

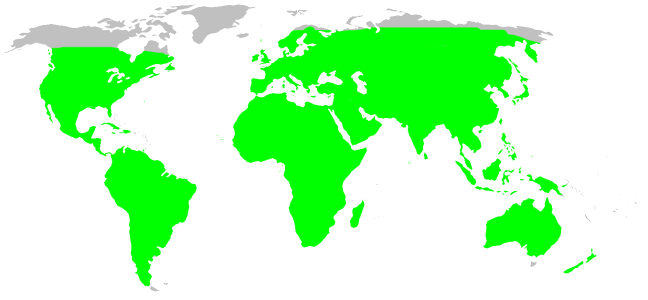
Distribució dels sicàrids

## Gèneres i espècies

### Loxosceles
Loxosceles Heineken & Lowe, 1832
- Loxosceles accepta Chamberlin, 1920 (Perú)
- Loxosceles adelaida Gertsch, 1967 (Brasil)
- Loxosceles alamosa Gertsch & Ennik, 1983 (Mèxic)
- Loxosceles alicea Gertsch, 1967 (Perú)
- Loxosceles amazonica Gertsch, 1967 (Brasil)
- Loxosceles anomala (Mello-Leitão, 1917) (Brasil)
- Loxosceles apachea Gertsch & Ennik, 1983 (EUA, Mèxic)
- Loxosceles aphrasta Wang, 1994 (Xina)
- Loxosceles aranea Gertsch, 1973 (Mèxic)
- Loxosceles arizonica Gertsch & Mulaik, 1940 (EUA)
- Loxosceles aurea Gertsch, 1973 (Mèxic)
- Loxosceles baja Gertsch & Ennik, 1983 (Mèxic)
- Loxosceles barbara Gertsch & Ennik, 1983 (Mèxic)
- Loxosceles belli Gertsch, 1973 (Mèxic)
- Loxosceles bettyae Gertsch, 1967 (Perú)
- Loxosceles blancasi Gertsch, 1967 (Perú)
- Loxosceles blanda Gertsch & Ennik, 1983 (EUA)
- Loxosceles boneti Gertsch, 1958 (Mèxic, El Salvador)
- Loxosceles candela Gertsch & Ennik, 1983 (Mèxic)
- Loxosceles caribbaea Gertsch, 1958 (Grans Antilles)
- Loxosceles carmena Gertsch & Ennik, 1983 (Mèxic)
- Loxosceles Xinateca Gertsch & Ennik, 1983 (Mèxic)
- Loxosceles colima Gertsch, 1958 (Mèxic)
- Loxosceles conococha Gertsch, 1967 (Perú)
- Loxosceles coquimbo Gertsch, 1967 (Xile)
- Loxosceles coyote Gertsch & Ennik, 1983 (Mèxic)
- Loxosceles cubana Gertsch, 1958 (Cuba, Bahames)
- Loxosceles deserta Gertsch, 1973 (EUA, Mèxic)
- Loxosceles devia Gertsch & Mulaik, 1940 (EUA, Mèxic)
- Loxosceles fontainei Millot, 1941 (Guinea)
- Loxosceles foutadjalloni Millot, 1941 (Guinea)
- Loxosceles francisca Gertsch & Ennik, 1983 (Mèxic)
- Loxosceles frizzelli Gertsch, 1967 (Perú)
- Loxosceles gaucho Gertsch, 1967 (Brasil, Tunísia)
- Loxosceles gloria Gertsch, 1967 (Ecuador, Perú)
- Loxosceles guatemala Gertsch, 1973 (Guatemala)
- Loxosceles harrietae Gertsch, 1967 (Perú)
- Loxosceles herreri Gertsch, 1967 (Perú)
- Loxosceles hirsuta Mello-Leitão, 1931 (Brasil, Paraguai, Argentina)
- Loxosceles huasteca Gertsch & Ennik, 1983 (Mèxic)
- Loxosceles immodesta (Mello-Leitão, 1917) (Brasil)
- Loxosceles inca Gertsch, 1967 (Perú)
- Loxosceles insula Gertsch & Ennik, 1983 (Mèxic)
- Loxosceles intermedia Mello-Leitão, 1934 (Brasil, Argentina)
- Loxosceles jaca Gertsch & Ennik, 1983 (Mèxic)
- Loxosceles jamaica Gertsch & Ennik, 1983 (Jamaica)
- Loxosceles jarmila Gertsch & Ennik, 1983 (Jamaica)
- Loxosceles julia Gertsch, 1967 (Perú)
- Loxosceles kaiba Gertsch & Ennik, 1983 (EUA)
- Loxosceles lacroixi Millot, 1941 (Costa d'Ivori)
- Loxosceles lacta Wang, 1994 (Xina)
- Loxosceles laeta (Nicolet, 1849) (Amèrica, Finlàndia, Austràlia)
- Loxosceles lawrencei Caporiacco, 1955 (Veneçuela, Trinidad, Curaçao)
- Loxosceles lutea Keyserling, 1877 (Colòmbia, Ecuador)
- Loxosceles luteola Gertsch, 1973 (Mèxic)
- Loxosceles manuela Gertsch & Ennik, 1983 (Mèxic)
- Loxosceles martha Gertsch & Ennik, 1983 (EUA)
- Loxosceles meruensis Tullgren, 1910 (Tanzània)
- Loxosceles misteca Gertsch, 1958 (Mèxic)
- Loxosceles mulege Gertsch & Ennik, 1983 (Mèxic)
- Loxosceles nahuana Gertsch, 1958 (Mèxic)
- Loxosceles neuvillei Simon, 1909 (Somàlia, Àfrica Oriental)
- Loxosceles olmea Gertsch, 1967 (Perú)
- Loxosceles pallidecolorata (Strand, 1906) (Etiòpia)
- Loxosceles palma Gertsch & Ennik, 1983 (EUA, Mèxic)
- Loxosceles Panamà Gertsch, 1958 (Panamà)
- Loxosceles parrami Newlands, 1981 (Sud-àfrica)
- Loxosceles piura Gertsch, 1967 (Perú)
- Loxosceles pucara Gertsch, 1967 (Perú)
- Loxosceles puortoi Martins, Knysak & Bertani, 2002 (Brasil)
- Loxosceles reclEUA Gertsch & Mulaik, 1940 (Amèrica del Nord)
- Loxosceles rica Gertsch & Ennik, 1983 (Costa Rica)
- Loxosceles rosana Gertsch, 1967 (Perú)
- Loxosceles rothi Gertsch & Ennik, 1983 (Mèxic)
- Loxosceles rufescens (Dufour, 1820) (Cosmopolita)
- Loxosceles rufipes (Lucas, 1834) (Guatemala, Panamà, Colòmbia)
- Loxosceles russelli Gertsch & Ennik, 1983 (EUA)
- Loxosceles sabina Gertsch & Ennik, 1983 (EUA)
- Loxosceles seri Gertsch & Ennik, 1983 (Mèxic)
- Loxosceles similis Moenkhaus, 1898 (Brasil)
- Loxosceles smithi Simon, 1897 (Etiòpia)
- Loxosceles sonora Gertsch & Ennik, 1983 (Mèxic)
- Loxosceles spadicea Simon, 1907 (Perú, Bolívia, Argentina)
- Loxosceles speluncarum Simon, 1893 (Sud-àfrica)
- Loxosceles spinulosa Purcell, 1904 (Àfrica Meridional)
- Loxosceles surca Gertsch, 1967 (Perú)
- Loxosceles taeniopalpis Simon, 1907 (Ecuador)
- Loxosceles taino Gertsch & Ennik, 1983 (Bahames, Jamaica, Hispaniola)
- Loxosceles tehuana Gertsch, 1958 (Mèxic)
- Loxosceles tenango Gertsch, 1973 (Mèxic)
- Loxosceles teresa Gertsch & Ennik, 1983 (Mèxic)
- Loxosceles tlacolula Gertsch & Ennik, 1983 (Mèxic)
- Loxosceles valdosa Gertsch, 1973 (Mèxic)
- Loxosceles valida Lawrence, 1964 (Sud-àfrica)
- Loxosceles variegata Simon, 1897 (Paraguai)
- Loxosceles virgo Gertsch & Ennik, 1983 (Illes Verges)
- Loxosceles vonwredei Newlands, 1980 (Namíbia)
- Loxosceles weyrauchi Gertsch, 1967 (Perú)
- Loxosceles yucatana Chamberlin & Ivie, 1938 (Mèxic, Belize, Guatemala)
- Loxosceles zapoteca Gertsch, 1958 (Mèxic)

### Sicarius
Sicarius Walckenaer, 1847
- Sicarius albospinosus Purcell, 1908 (Sud-àfrica)
- Sicarius crustosus (Nicolet, 1849) (Xile)
- Sicarius damarensis Lawrence, 1928 (Namíbia)
- Sicarius deformis (Nicolet, 1849) (Xile)
- Sicarius dolichocephalus Lawrence, 1928 (Namíbia)
- Sicarius fumosus (Nicolet, 1849) (Xile)
- Sicarius gracilis (Keyserling, 1880) (Perú)
- Sicarius hahni (Karsch, 1878) (Namíbia)
- Sicarius lanuginosus (Nicolet, 1849) (Xile)
- Sicarius minoratus (Nicolet, 1849) (Xile)
- Sicarius nicoleti (Keyserling, 1880) (Xile)
- Sicarius patagonicus Simon, 1919 (Argentina)
- Sicarius Perúensis (Keyserling, 1880) (Perú)
- Sicarius rubripes (Nicolet, 1849) (Xile)
- Sicarius rugosus (F. O. P.-Cambridge, 1899) (El Salvador, Costa Rica)
- Sicarius rupestris (Holmberg, 1881) (Argentina)
- Sicarius spatulatus Pocock, 1900 (Sud-àfrica)
- Sicarius terrosus (Nicolet, 1849) (Xile, Argentina, Perú)
  - Sicarius terrosus yurensis Strand, 1908 (Perú)
- Sicarius testaceus Purcell, 1908 (Sud-àfrica)
- Sicarius tropicus (Mello-Leitão, 1936) (Brasil)
- Sicarius utriformis (Butler, 1877) (Illes Galápagos)